# Lost Planet: Extreme Condition
Lost Planet: Extreme Condition è un gioco prodotto e sviluppato da Capcom per PS3, Xbox 360 e PC. Il gioco è stato prodotto da Keiji Inafune (creatore di Onimusha e della serie di Mega Man). Lost Planet è stato distribuito il 12 gennaio 2007, in America del Nord e nelle regioni PAL. Un prequel, Lost Planet: Trag Zero, incentrato sul carattere di Gale, il padre di Wayne, è stato rilasciato per le piattaforme mobili..
Lost Planet: Extreme Condition è uscito su PC a Giugno in Europa e in Nord America. La versione per Windows include il supporto DirectX 10, se è eseguito con Windows Vista La demo PC è stata pubblicata il 15 maggio 2007.
Il 17 ottobre 2007, Capcom ha annunciato una versione per PlayStation 3 che è uscita agli inizi del 2008; tale versione, oltre a supportare il multiplayer on-line fino a 16 giocatori tramite PlayStation Network, comprende tutti i personaggi bonus presenti nella versione PC e include anche tutti i contenuti che invece su Xbox 360 era possibile scaricare dal servizio Xbox Live.

## Trama
Lost Planet è ambientato in un ipotetico e lontano futuro, dove la razza umana si vede costretta ad abbandonare il pianeta Terra per andare alla ricerca di nuovi pianeti da poter colonizzare. Una di queste colonie è E.D.N. III, un pianeta caratterizzato da estreme condizioni climatiche, permanentemente coperto da ghiaccio e neve. Tutto sembra andare per il meglio quando, ad un tratto, sorge un problema: il pianeta si scopre essere popolato da creature aliene, con sembianze simili agli insetti terrestri ma dal carattere decisamente ostile. Questi esseri vengono ribattezzati Akrid.
Una cruenta e sanguinosa guerra ha inizio: questo scontro vede da un lato la NEVEC (Neo Venus Construction Corporation), organizzazione addetta colonizzazione il cui scopo primario è quello di terraformare il pianeta eliminando ogni forma di vita indigena, dall'altro gli Akrid decisi a non farsi sottomettere dagli invasori. Durante lo scontro però, i coloni, fanno una scoperta sensazionale: una forma di energia termica (che prende il nome di EN-T nell'HUD di gioco) scorre all'interno degli Akrid. L'interesse verso il pianeta aumenta e decisi sempre più ad impossessarsi di questa energia, i colonizzatori sviluppano nuove e potenti armi, dei mech chiamati Vital Suits (VS), esoscheletri che conferiscono a chi ne fa uso una potenza offensiva e difensiva decisamente elevata. Questo scenario sicuramente non idilliaco viene complicato ulteriormente con la nascita di una fazione, i “pirati della neve”, decisa ad ostacolare l'operato della NEVEC ritenendo che il loro progetto di conquista abbia un prezzo troppo alto.
L'avventura ha luogo 150 anni dopo l'inizio della colonizzazione e ci vede protagonisti nelle vesti di Wayne Holden (la cui fisionomia è stata presa dall'attore sud-coreano Lee Byung-Hun); liberato da una coltre di ghiaccio da tre pirati delle nevi (Yuri, Luka e Rick) che diventeranno poi suoi compagni di avventura, il nostro protagonista è in grado di ricordare solo alcuni momenti della sua esistenza, tra cui la morte del padre ucciso da un mastodontico Akrid soprannominato “Occhio Verde”. Presto ci renderemo conto di come la nostra avventura viaggi sostanzialmente su due binari: il primo ci vede impegnati nella lotta contro la NEVEC e gli Akrid mentre l'altro ci vedrà alla ricerca della verità sul nostro conto e su tutto quello che ci sta intorno, compresa l'identità e l'obiettivo dei nostri nuovi amici. La storia viene raccontata tramite piccole sequenze video presenti tra una missione e l'altra (11 in totale) durante le quali verremo a conoscenza di nuovi piccoli indizi, tasselli mancanti che andranno a completare il puzzle della storia, conducendoci al finale.

## Modalità di gioco
Lost Planet è uno sparatutto in terza persona, che prevede l'uso di Mech da combattimento. È strutturato in missioni, 11 in tutto, più un'introduzione. I nemici sono sia soldati, che mostri di ogni genere, alcuni alti anche decine di metri come in parecchi classici Capcom.

## Multiplayer
Il gioco è caratterizzato dalla presenza della sola modalità online (è infatti privo di modalità cooperativa).
Le modalità disponibili sono quattro:
- Eliminazione Avversario: Il classico deathmatch, tutti contro tutti;
- Eliminazione Team: Deathmatch a squadre;
- Conquista Stazione Dati: Paragonabile al classico “cattura la bandiera”, il nostro obiettivo sarà quello di impadronirci del maggior numero di Stazioni Dati;
- Fuggitivo: L'opposto del classico deathmatch: in questo caso il motto sarà, appunto, “fuggire!”. Questa modalità vede, infatti, un unico giocatore contro tutti gli altri.

Le mappe sono otto e, come nella modalità singleplayer, risultano molto grandi, ben strutturate e ricche di particolari. Creando un match avremo a disposizione varie parametri da definire a nostro piacimento: equipaggiamento iniziale, disposizione di stazioni dati, armi, VS e infine i punti di respawn (selezionabili tra quelli memorizzati). Caratteristica principale della modalità multiplayer è la possibilità di raggiungere un massimo di 16 giocatori in contemporanea.

## Adattamento cinematografico
In luglio 2008 è stato annunciato che lo sceneggiatore David Hayter (X-Men) era in negoziati con la Warner Brothers per dirigere e scrivere un adattamento cinematografico basato sul videogioco cofinanziato dalla Capcom e probabilmente prodotto da Avi e Ari Arad.

## Lost Planet 2
Il sequel di Lost Planet: Extreme Condition è Lost Planet 2 uscito il 18 maggio 2010 in Europa e in Nord America, il 20 maggio 2010 in Giappone. La demo, che propone tre livelli giocabili sia singolarmente che in cooperativa, è disponibile su Playstation Network.